# Eksperymenty neutrinowe
Eksperymenty neutrinowe (jak również detektory neutrin, obserwatoria neutrin i teleskopy neutrin) służą badaniu zagadnień związnych z fizyką neutrin, takich jak:
- właściwości neutrin (np. obserwacje kolejnych zapachów neutrin, pomiary masy neutrin, testy czy są cząstkami Majorany),
- procesy produkcji neutrin (badanie neutrin z różnych źródeł w tym pozaziemskich),
- oddziaływania neutrin,
- oscylacje neutrin.

Poniższa tabela zawiera niepełną listę eksperymentów neutrinowych, detektorów neutrin i obserwatoriów neutrin.
| Skrót                            | Pełna nazwa                                                                            | Źródła neutrin           | Typ neutrina          | Reakcja | Typ reakcji      | Materiał detektora | Typ detektora | Próg energetyczny | Położenie                                                                 | Okres działania        |
| -------------------------------- | -------------------------------------------------------------------------------------- | ------------------------ | --------------------- | --- | ---------------- | --- | --- | ----------------- | ------------------------------------------------------------------------- | ---------------------- |
| ANNIE                            | Accelerator Neutrino Neutron Interaction Experiment                                    | AC                       | νμ, νμ                | | CC, NC           | woda domieszkowana Gd | Czerenkowa |                   | Hol eksperymentu SciBooNE, Illinois, USA                                  | przyszły               |
| ANTARES                          | Astronomy with a Neutrino Telescope and Abyss Environmental RESearch                   | ATM, CR, AGN, PUL        | νe, νμ, ντ            | | CC, NC           | woda morska | Czerenkowa |                   | Morze Śródziemne, Francja                                                 | 2006–                  |
| ARIANNA                          | Antarctic Ross Ice-Shelf ANtenna Neutrino Array                                        | S, CR, AGN, ?            | νe, νμ, ντ            | | CC, NC           | lód wodny | Czerenkowa |                   | Lodowiec Szelfowy Rossa, Antarktyka                                       | przyszły               |
| BDUNT (NT-200+)                  | Baikal Deep Underwater Neutrino Telescope                                              | S, ATM, LS, AGN, PUL     | νe, νμ, ντ            | | CC, NC           | woda (H2O) | Czerenkowa | ≈10 GeV           | Bajkał, Rosja                                                             | 1993–                  |
| BOREXINO                         | BORon EXperiment                                                                       | LS                       | νe                    | νx + e− → νx + e− | ES               | Ciekły scyntylator organiczny ekranowany wodą | Scyntylator | 250–665 keV       | Gran Sasso, Włochy                                                        | maj 2007–              |
| CHANDLER                         | Carbon Hydrogen AntiNeutrino Detector with a Lithium Enhanced Roghavan-optical-lattice | R                        | νe                    | νe + p → e+ + n | CC               | Scyntylator plastikowy, siarczek cynku domieszkowany 6Li | Scyntylator | 1.8 MeV           | Elektrownia Jądrowa North Anna, Wirginia, USA                             | czerwiec 2017-         |
| CLEAN                            | Cryogenic Low-Energy Astrophysics with Neon                                            | LS, SN, WIMP             | νe                    | νx + e− → νx + e− νe + 20Ne → νe + 20Ne | ES               | Ciekły neon (10 t) | Scyntylator |                   | Kopalnia Creighton, Ontario, Kanada                                       | przyszły               |
| COBRA                            | Cadmium zinc telluride 0-neutrino double-Beta Research Apparatus                       | BD                       |                       | 64Zn + e− →64Ni + e+ 70Zn → 70Ge + e− + e− 106Cd → 106Pd + e+ + e+ 108Cd + e− + e− → 108Pd 114Cd → 114Sn + e− + e− 116Cd → 116Sn + e− + e− 120Te + e− → 120Sn + e+ 128Te → 128Xe + e− + e− 130Te → 130Xe + e− + e− | BB               | tellurek cynku, tellurek kadmu | Półprzewodnikowy |                   | Gran Sasso, Włochy                                                        | 2007–                  |
| COHERENT                         | COHERENT                                                                               | AC                       | νμ, νμ, νe            | ν + N → ν + N | NC               | CsI[Na], NaI[Tl], ultra czysty Ge, ciekły Ar | Zbiór detektorów do rejestracji koherentnego elastycznego rozpraszania neutrino-jądro (ang. Coherent Elastic Neutrino Nucleus Scattering, CEvNS) | kilka keV         | Spallation Neutron Source w Oak Ridge National Laboratory, USA            | listopad 2016-         |
| Daya Bay                         | Daya Bay Reactor Neutrino Experiment                                                   | R                        | νe                    | νe + p → e+ + n | CC               | Ciekły scyntylator organiczny (liniowy alkilobenzen, LAB) domieszkowany Gd                                                                                             | Scyntylator | 1.8 MeV           | Zatoka Daya Bay, Chiny                                                    | 2011–                  |
| Double Chooz                     | Double Chooz Reactor Neutrino Experiment                                               | R                        | νe                    | νe + p → e+ + n | CC               | Ciekły scyntylator organiczny domieszkowany Gd | Scyntylator | 1.8 MeV           | Chooz, Francja                                                            | 2011–                  |
| DUNE                             | Deep Underground Neutrino Experiment                                                   | AC, SN                   | νe, νμ, ντ νe, νμ, ντ | | CC, NC           | Ciekły argon | Scyntylator |                   | Kopalnia Homestake, Lead, Dakota Południowa, USA                          | początek budowy 2017   |
| ENUBET                           | Enhanced NeUtrino BEams from kaon Tagging                                              | AC                       | νe, νμ νe, νμ         | νe + n → e− + p(+π, +X) νμ + n → μ− + p(+π, +X) νe + p → e+ + n (+π, +X) νμ + p → μ+ + n (+π, +X) | CC (NC)          | | |                   |                                                                           | przyszły               |
| EXO-200                          | Enriched Xenon Observatory                                                             | BD                       |                       | 134Xe → 134Ba + e− + e− 136Xe → 136Ba + e− + e− | BB               | Ciekły ksenon | Komora projekcji czasowej |                   | WIPP, Nowy Meksyk, USA                                                    | 2009–                  |
| GALLEX                           | GALLium EXperiment                                                                     | LS                       | νe                    | νe + 71Ga → 71Ge + e− | CC               | GaCl3 (30 t) | Radiochemiczny | 233.2 keV         | Gran Sasso, Włochy                                                        | 1991–1997              |
| GERDA                            | The GERmanium Detector Array                                                           | BD                       | νe                    | 76Ge → 76As + e− + e− | BB               | Ultra czysty Ge | Półprzewodnikowy |                   | Gran Sasso, Włochy                                                        | 2013-                  |
| GNO                              | Gallium Neutrino Observatory                                                           | LS                       | νe                    | νe + 71Ga → 71Ge + e− | CC               | GaCl3 (30 t) | Radiochemiczny | 233.2 keV         | Gran Sasso, Włochy                                                        | maj 1998–kwiecień 2003 |
| GRAND                            | Giant Radio Array for Neutrino Detection                                               | AGN, CR, ?               | ντ                    | ντ + N → τ− + X | CC               | Atmosfera Ziemi | Radiowy (rejestracja fal radiowych wyprodukowanych przez wielki pęk atmosferyczny)                                                               | 1017 eV           | Chiny                                                                     | proponowany            |
| HALO                             | Helium And Lead Observatory                                                            | SN                       | νe, νx                | νe + 208Pb → e− + 209Bi* ν + 208Pb → ν + 208Pb* | CC, NC           | ołów (79 t) i 3He | Detektor neutronów | ≈10 MeV           | Kopalnia Creighton, Ontario, Kanada                                       | 2012–                  |
| HERON                            | Helium Roton Observation of Neutrinos                                                  | LS                       | νe (głównie)          | νe + e− → νe + e− | NC               | Nadciekły hel | Rejestracja wzbudzeń (fotonów i rotonów) w nadciekłym helu                                                                                       | 1 MeV             |                                                                           | przyszły               |
| HOMESTAKE–CHLORINE               | Homestake chlorine experiment                                                          | S                        | νe                    | 37Cl + νe → 37Ar* + e− 37Ar* → 37Cl + e+ + νe | CC               | C2Cl4 (615 t) | Radiochemiczny | 814 keV           | Kopalnia Homestake, Lead, Dakota Południowa, USA                          | 1967–1998              |
| HOMESTAKE–IODINE                 | Homestake iodine experiment                                                            | S                        | νe                    | ν + e− → ν + e− νe + 127I → 127Xe + e− | ES CC            | NaI w wodzie | Radiochemiczny | 789 keV           | Kopalnia Homestake, Lead, Dakota Południowa, USA                          | przyszły               |
| Hyper-Kamiokande                 | Hyper-Kamiokande                                                                       | S, ATM, SN, AC           | νe, νμ νe, νμ         | νe + e− → νe + e− νe + n → e− + p(+π, +X) νμ + n → μ− + p(+π, +X) νe + p → e+ + n (+π, +X) νμ + p → μ+ + n (+π, +X)                                                                                                | ES, CC, (NC)     | woda | Czerenkowa | 200 MeV           | Tokai i Kamioka, Japonia                                                  | 2027- (w budowie)      |
| ICARUS                           | Imaging Cosmic And Rare Underground Signal                                             | S, ATM, SN               | νe, νμ, ντ            | ν + e− → ν + e− | ES               | Ciekły argon | Czerenkowa | 5.9 MeV           | Gran Sasso, Włochy                                                        | 2010–                  |
| IceCube                          | IceCube Neutrino Observatory                                                           | ATM, CR, AGN, ?          | νe, νμ, ντ            | ν + N → ν + X, νl + N → l + X | CC, NC           | lód wodny (1 km³) | Czerenkowa | ≈10 GeV           | Stacja polarna Amundsen-Scott, geograficzny Biegun Południowy, Antarktyda | 2006–                  |
| India-based Neutrino Observatory | Iron Calorimeter Detector @ India-based Neutrino Observatory                           | ATM                      | νμ                    | νμ+Fe→μ−+X | CC (głównie), NC | żelazo (50 kton) | Komora płytowo-oporowa | ≈0.6 GeV          | Theni, Tamil Nadu, Indie                                                  | przyszły               |
| JUNO                             | Jiangmen Underground Neutrino Observatory                                              | R                        | νe                    | νe + p → e+ + n | CC               | Ciekły scyntylator organiczny (liniowy alkilobenzen, LAB) ekranowany wodą                                                                                              | Scyntylator |                   | Kaiping, Chiny                                                            | 2021– (w budowie)      |
| Kamiokande                       | Kamioka Nucleon Decay Experiment                                                       | S, ATM                   | νe                    | ν + e− → ν + e− | ES               | woda (H2O) | Czerenkowa | 7.5 MeV           | Kamioka, Japonia                                                          | 1986–1995              |
| KamLAND                          | Kamioka Liquid Scintillator Antineutrino Detector                                      | R                        | νe                    | νe + p → e+ + n | CC               | Ciekły scyntylator organiczny | Scyntylator | 1.8 MeV           | Kamioka, Japonia                                                          | 2002–                  |
| KM3NeT                           | KM3 Neutrino Telescope                                                                 | S, ATM, CR, SN, AGN, PUL | νμ,νe,ντ              | | CC, NC           | woda morska (≈5 km³) | Czerenkowa |                   | Morze Śródziemne                                                          | 2014–                  |
| LAGUNA                           | Large Apparatus studying Grand Unification and Neutrino Astrophysics                   | AC                       | νμ,νe                 | | CC               | | Czerenkowa, ciekło-argonowy albo scyntylator |                   | Europa                                                                    | porzucony              |
| LENS                             | Low Energy Neutrino Spectroscopy                                                       | LS                       | νe                    | νe + 115In → 115Sn + νe + 2γ | CC               | Ciekły scyntylator organiczny domieszkowany In | Scyntylator | 120 keV           |                                                                           |                        |
| Majorana Demonstrator            | The Majorana Demonstrator                                                              |                          | νe                    | 76Ge → 76As + e− + e− | BB               | Ultra czysty Ge | Półprzewodnikowy | 2039 keV          | Kopalnia Homestake, Lead, Dakota Południowa, USA                          | 2015-                  |
| MicroBooNE                       |                                                                                        | AC, SN                   | νe, νμ                | | ES, NC, CC       | ciekły argon | Komora projekcji czasowej | kilka MeV         | Illinois, USA                                                             | 2014-                  |
| MINERvA                          | Main Injector ExpeRiment for v-A                                                       | AC                       | νμ                    | many | CC, NC           | stały scyntylator, ciekły hel, węgiel, woda, żelazo, ołów | Scyntylator | ≈0.5 GeV          | Illinois, USA                                                             | 2009–                  |
| MiniBooNE                        | Mini Booster Neutrino Experiment                                                       | AC                       | νe, νμ                | νe + 12C → e− + X | CC               | Olej mineralny (1000 t) | Czerenkowa | ≈100 keV          | Illinois, USA                                                             | 2002–                  |
| MINOS                            | Main Injector Neutrino Oscillation Search                                              | AC, ATM                  | νe, νμ                | νμ+N → μ−+X | CC, NC           | Stały scyntylator | Scyntylator | ≈0.5 GeV          | Illinois and Minnesota, USA                                               | 2005–2012              |
| MINOS+                           | Upgraded electronics for MINOS                                                         | AC, ATM                  | νe, νμ,               | νμ+N → μ−+X | CC, NC           | Stały scyntylator | Scyntylator | ≈0.5 GeV          | Illinois i Minnesota, USA                                                 | 2013–                  |
| MOON                             | Molybdenum Observatory Of Neutrinos                                                    | LS, LSN                  | νe                    | νe + 100Mo → 100Tc + e− | CC               | 100Mo (1 kt) + MoF6 (gazowy) | Scyntylator | 168 keV           | Washington, USA                                                           |                        |
| NEMO-3                           | Neutrino Ettore Majorana Observatory                                                   |                          | νe                    | 100Mo → 100Ru + 2 e− 100Se → 100Kr + 2 e− | BB               | Źródła neutrin: 100Mo, 82Se, 116Cd, 150Nd, 96Zr, 48Ca; Materiał aktywny detektora: hel, etanol, argon (mieszanina gazów w detektorze śladowym), scyntylator plastikowy | Komora drutowa, scyntylator plastikowy | 150 keV           | Modane Underground Laboratory, Tunnel du Fréjus, Francja                  | 2003–2011              |
| NEMO Telescope                   | NEutrino Mediterranean Observatory                                                     |                          |                       | | CC, NC           | woda morska | Czerenkowa |                   | Morze Śródziemne, Włochy                                                  | 2007–                  |
| NEVOD                            | Neutrino Water Detector NEVOD / (od 2018) NEVOD experimental complex                   | ATM, CR                  | νμ                    | νμ + n → μ− + p νμ + p → μ+ + n | CC               | woda (H2O) | Czerenkowa | ≈2 GeV            | Moskwa, Rosja                                                             | 1993–                  |
| NEXT                             | Neutrino Experiment with a Xenon Time Projection Chamber                               | BD                       |                       | 136Xe → 136Ba + 2 e− | BB               | gazowy ksenon | Komora projekcji czasowej | ≈10 keV           | Canfranc, Spain                                                           | 2016–                  |
| NOνA                             | NuMI Off-Axis νe Appearance                                                            | AC                       | νe, νμ                | νe+N → e−+X | CC               | ciekły scyntylator | Scyntylator | ≈0.1 GeV          | Illinois i Minnesota, USA                                                 | 2011–                  |
| OPERA                            | Oscillation Project with Emulsion-tRacking Apparatus                                   | AC                       | ντ                    | ντ+N → τ−+X | CC               | ołów/emulsja jądrowa | Emulsja jądrowa | ≈1.0 GeV          | LNGS (Gran Sasso, Włochy) i CERN                                          | 2008–                  |
| Pierre Auger                     | Pierre Auger Observatory                                                               | AGN, CR                  | νμ,νe,ντ              | | CC, NC           | Atmosfera Ziemi | Rejestracja wielkich pęków atmosferycznych za pomocą teleskopów optycznych promieniowania UV i wodnych detektorów Czerenkowa                     |                   | Argentyna                                                                 | 2005-                  |
| RENO                             | Reactor Experiment for Neutrino Oscillation                                            | R                        | νe                    | νe + p → e+ + n | CC               | Ciekły scyntylator organiczny domieszkowany Gd | Scyntylator | 1.8 MeV           | Korea Południowa                                                          | 2011–                  |
| SAGE                             | Soviet–American Gallium Experiment                                                     | LS                       | νe                    | νe + 71Ga → 71Ge + e− | CC               | Ga (metaliczny) | Radiochemiczny | 233.2 keV         | Dolina rzeki Baksan, Rosja                                                | 1989–                  |
| SciBooNE                         | SciBar (Scintillator Bar) Booster Neutrino Experiment                                  | AC                       | νμ                    | νμ + 12C → μ− + X | CC, NC           | Plastic (CH,10 ton) | Scyntylator | ≈100 keV          | Illinois, USA                                                             | 2007–2008              |
| SNO                              | Sudbury Neutrino Observatory                                                           | S, ATM, SN               | νe, νμ, ντ            | νe + 2D → 2p + e− νx + 2D → νx + n + p νe + e− → νe + e− | CC NC ES         | ciężka woda (1 kt D2O) | Czerenkowa | 3.5 MeV           | Kopalnia Creighton, Ontario, Kanada                                       | 1999–2006              |
| SNO+                             | SNO with liquid scintillator                                                           | S,LS,R,T, SN,LSN         | νe                    | νx + e− → νx + e− νe + p → e+ + n | ES, BB           | Ciekły scyntylator organiczny (liniowy alkilobenzen, LAB) domieszkowany Te (na późniejszych etapach zbierania danych) i ekranowany wodą                                | Scyntylator | ≈≤1MeV            | Kopalnia Creighton, Ontario, Kanada                                       | 2014–                  |
| SoLid                            | Short baseline Oscillation Search with Lithium-6 Detector                              | R                        | νe                    | νe + p → e+ + n | CC               | plastikowy i nieorganiczny scyntylator | Scyntylator | ≈2 MeV            | Mol, Belgia                                                               | 2015-                  |
| STEREO                           | STErile neutrino REactor Oscillation experiment                                        | R                        | νe                    | νe + p → e+ + n | CC               | Ciekły scyntylator organiczny + Gd | Scyntylator | ≈2 MeV            | Grenoble, Francja                                                         | 2013-                  |
| Super-Kamiokande                 | Super-Kamiokande                                                                       | S, ATM, SN               | νe, νμ, ντ            | νe + e− → νe + e− νe + n → e− + p νe + p → e+ + n | ES, CC           | woda (H2O) | Czerenkowa | 200 MeV           | Kamioka, Japonia                                                          | 1996–                  |
| SuperNEMO                        | SuperNEMO                                                                              | BD                       | νe                    | 100Se → 100Kr + 2 e− 150Nd → 150Sm + 2 e− | BB               | Źródła neutrin: 100Mo, 82Se, 116Cd, 150Nd, 96Zr, 48Ca; Materiał aktywny detektora: hel, etanol, argon (mieszanina gazów w detektorze śladowym), scyntylator plastikowy | Komora drutowa, scyntylator plastikowy | 150 keV           | Modane Underground Laboratory, Tunnel du Fréjus, Francja                  | 2017-                  |
| T2K                              | Tokai to Kamioka                                                                       | AC                       | νe, νμ νe, νμ         | νe + n → e− + p(+π, +X) νμ + n → μ− + p(+π, +X) νe + p → e+ + n (+π, +X) νμ + p → μ+ + n (+π, +X) | CC, (NC)         | woda (H2O) | Czerenkowa | 200 MeV           | Tokai i Kamioka, Japonia                                                  | 2011-                  |
| UNO                              | Underground Nucleon decay and neutrino Observatory                                     | S, ATM, SN               | νe, νμ, ντ            | νe + e− → νe + e− | ES               | woda (440 kt H2O) | Czerenkowa |                   | Kopalnia Henderson, Kolorado, USA                                         | przyszły               |